# Salvatore Piccolo (1948)
Salvatore Piccolo (Brusciano, 28 luglio 1948) è un politico italiano.

## Biografia
Laureato in giurisprurdenza, è funzionario del Banco di Napoli e militante della Democrazia Cristiana, viene eletto al consiglio comunale di Brusciano negli anni ottanta.
Nel 1987 sempre nelle liste della Democrazia Cristiana diventa Presidente della Provincia di Napoli, nel 1991 dopo lo scandalo di Tangentopoli che vide coinvolta anche la DC, decide di lasciare la politica.
Nel 1996 dalle ceneri della DC nasce il Partito Popolare Italiano guidato da Mino Martinazzoli, aderisce in qualità di segretario regionale in Campania.
Alle elezioni politiche del 1996 viene eletto alla Camera dei Deputati nel collegio uninominale di Casoria, sostenuto da L'Ulivo (in quota PPI). Ricandidato nel medesimo collegio anche alle successive elezioni, viene tuttavia sconfitto di stretta misura dal candidato della Casa delle Libertà Antonio Pezzella.
Torna a Montecitorio a seguito delle elezioni politiche del 2008, quando è rieletto deputato con il PD nella circoscrizione Campania 1. Viene riconfermato anche alle elezioni del 2013. Conclude definitivamente il mandato parlamentare nel 2018.